# Szewczenko (hromada Wuhłedar)
Szewczenko (ukr. Шевченко) – wieś na Ukrainie, w obwodzie donieckim, w rejonie wołnowaskim. W 2001 liczyła 23 mieszkańców.